# サード・パーソン
『サード・パーソン』（Third Person）は、2013年のイギリス・アメリカ合衆国・ドイツ・ベルギー合作のドラマ映画。
ニューヨーク、パリ、ローマの3都市を舞台に、3組の男女が真実の愛を求めてもがく姿を描いた群像劇である。

## ストーリー
アメリカの何処か。エレインはプールに飛び込もうとするが出来ない。
パリ。作家のマイケルの部屋を恋人の作家アンナが密かに訪ねる。
マイケルは、執筆中の新作の内容をアンナに教えない。
マイケルの編集者は新作の中身を酷評し、出版を拒む。
ローマ。旅行者のスコットはたまたま入ったバーのカウンターに現れたロマの女モニカに惹かれる。
モニカはバーにかかってきた電話に出ると慌てて店を後にする。モニカのバッグが一つ置き忘れられてる事に気づくスコット。
ニューヨーク。ジュリアは幼い息子との面会を弁護士のテレサを介し望むが、困窮する生活の事情や元夫リックの同意を得られずなかなか上手く進まない。
物語はいくつかの場所で起きる出来事やイメージが交互に重なり合いながら、一つの焦点に向かって進んでいく。

## キャスト
マイケル
演 - リーアム・ニーソン、日本語吹替 - 津嘉山正種
小説家。スランプ中。息子を自らの不注意で亡くした過去を持つ。
ジュリア
演 - ミラ・クニス、日本語吹替 - 櫻井智
ホテルの客室係。元女優。息子を事故で死なせかけた罪を問われた過去を持つ。
リック
演 - ジェームズ・フランコ、日本語吹替 - 内田夕夜
ニューヨークのアーティスト。ジュリアの元夫。息子を引き取って恋人サムと育てている。
スコット
演 - エイドリアン・ブロディ、日本語吹替 - 宮本充
ビジネスマン。未発表のファッションデザインを不正に入手して売っている。娘を自らの不注意で亡くした過去を持つ。
アンナ
演 - オリヴィア・ワイルド、日本語吹替 - 田中敦子
若手女流作家。マイケルの恋人。他に秘密の恋人「ダニエル」がいる。
モニカ
演 - モラン・アティアス、日本語吹替 - 本田貴子
ロマ族の女。幼い娘を密航船から引き取る金を必要としている。ローマのバーでスコットと出会う。
テレサ
演 - マリア・ベロ
離婚弁護士。息子との面会権を望むジュリアの弁護を担当。スコットの元妻。
エレイン
演 - キム・ベイシンガー、日本語吹替 - 高島雅羅
マイケルの妻。プール恐怖症。
サム
演 - ローン・シャバノル
リックと同棲中の女性。リックの息子を我が子のように慈しむ。
マルコ
演 - リッカルド・スカマルチョ
ローマのバー・アメリカーノの店員。英語が話せない振りをする。
 
備考
- 日本語字幕翻訳：小森亜貴子
- 日本語吹替翻訳：赤池ひろみ
- 日本語吹替演出：市来満